# Gibsons
Pour les articles homonymes, voir Gibson.
Gibsons (auparavant Gibson's Landing) est une ville située sur la Sunshine Coast] en Colombie-Britannique au Canada. Le site se trouve dans le District régional de Cowichan Valley. Au recensement de 2016, on y a dénombré une population de 4 605 habitants.

## Situation
Gibsons est situé dans la région côtière appelée Sunshine Coast. La ville borde le détroit de Géorgie au niveau de l'embouchure de la baie Howe.
Gibsons est situé au nord-ouest de Vancouver, mais il est nécessaire d'emprunter le ferry pour y accéder en traversant la baie Howe. L'autoroute provinciale 101, qui longe la Sunshine Coast, dessert la ville.

## Histoire

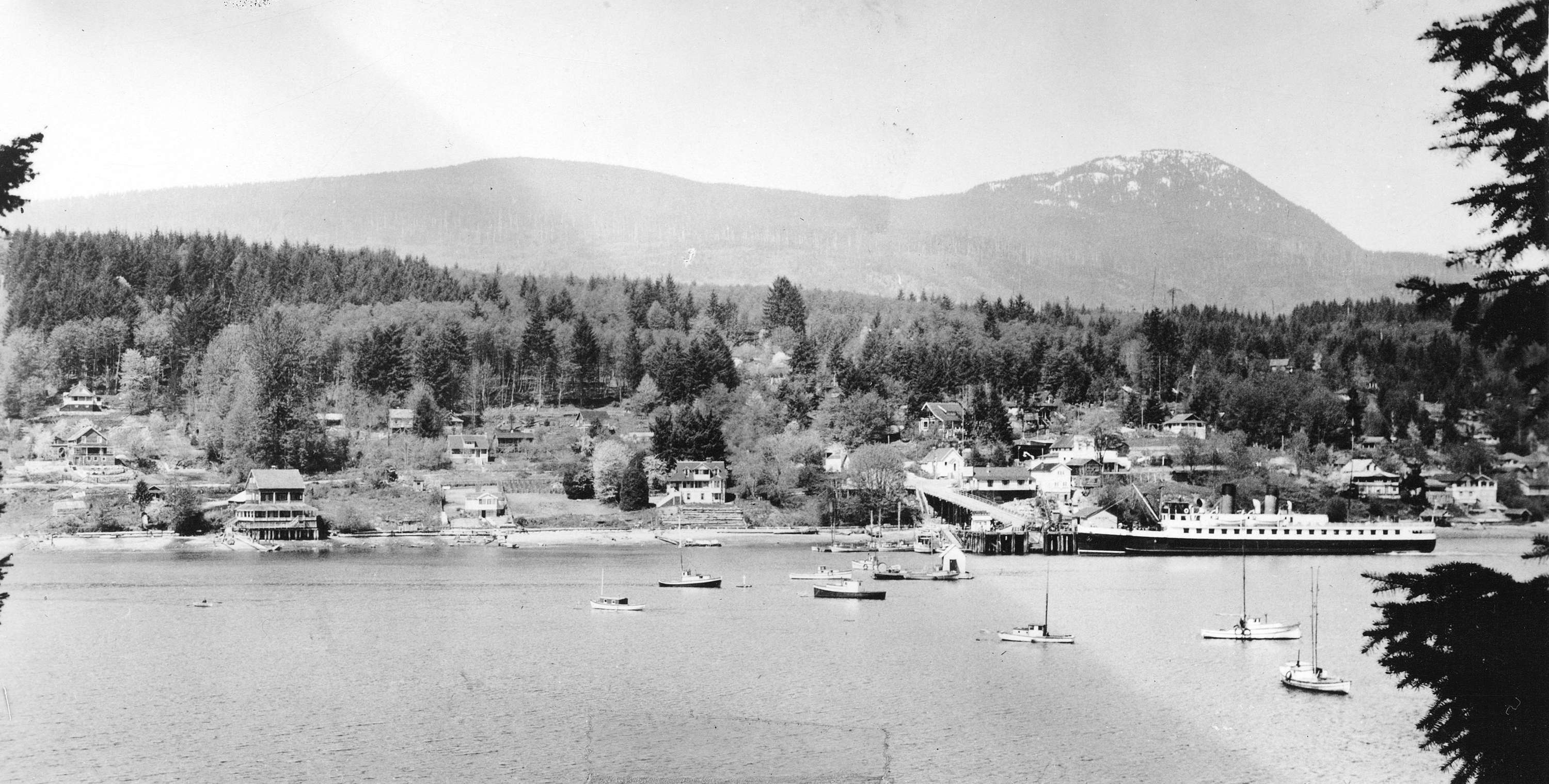
Gibsons vers 1930.

La région est historiquement habitée par le peuple Squamish. George William Gibson, qui a donné son nom à la ville, s'y établit en 1886 et entraîne la création d'une communauté centrée sur la pêche et l'exploitation forestière. De nombreux colons finlandais y arrivent au début du XXe siècle. Une usine de mise en conserve y est fondée dans les années 1920.

## Démographie
| 2001  | 2006  | 2011  | 2016  |
| ----- | ----- | ----- | ----- |
| 3 906 | 4 182 | 4 437 | 4 605 |

## Personnalités liées à la ville
- Ryan Dempster, joueur de baseball.
- Don S. Davis, acteur, y est décédé en 2008.